# ディズニー・ニューポート・ベイ・クラブ
ディズニー・ニューポート・ベイ・クラブ（英: Disney's Newport Bay Club）とはフランスのディズニーランド・パリ内にある公式のディズニーホテルである。

## 概要
ディズニー・ニューポート・ベイ・クラブは、海のリゾートをモデルにしており、ホテルの入り口には灯台など建物、ホテル内も豪華客船内をイメージしている。
ディズニーランド・パリ内に存在するディズニーホテル「ディズニー・セコイア・ロッジ」と同じように、中央のセクションにあり、レストランのディズニー・レイクの景色を眺めることができる。
無料駐車場やホテル直通のシャトルバスも運行しており、「ディズニーランド・パーク」や第2パークの「ウォルト・ディズニー・スタジオ・パーク」まで約9分である。
「ディズニー・バケーション・クラブ」対応となっている。

## モデル
ディズニーホテルのモデルはニューイングランド風ホテルである。絵画のように美しいディズニー・レイクの湖畔に位置するこのケープコッド調のリゾートは、海辺のような形になっている。

## レストランとバー

### ケープコッド
湖のそばで地中海料理を取り入れた各国料理を楽しめる。

### キャプテンズ・クォーターズ
はアメリカズカップのヨットをテーマにしたバー。ゲストは世界中からカクテルやラム酒などの選択を楽しむことができる。有名なレガッタに参加したボートの多くのモデルとプロファイルがある。

## エンターテインメント施設
- フィットネス・センター
- 屋内プール
- 子ども向けプレイエリア
- サウナとスチームバス
- 季節営業の屋外プール

## ショップ

### ベイ・ブティック
他のディズニーホテル、ディズニー関連のテーマにした服、お土産を販売している。
これは、ディズニーランド・パリ複合施設内のホテルに位置する中でも最大級のブティックとなっている。